# Obata Takesi
Obata Takesi (小畑 健; Hepburn: Obata Takeshi; Niigata, Niigata prefektúra, 1969. február 11. –) japán mangaművész (mangaka). Általában mint rajzoló dolgozik együtt más írókkal. Legismertebb munkái közé tartozik a Hikaru no go és a magyar nyelven is kiadott Death Note című manga. Mentora volt több híres mangakának, mint Jabuki Kentaro (Black Cat), Vacuki Nobuhiro (Ruróni Kensin, Buszó Renkin) és Murata Júszuke (Eyeshield 21).
Első sikere 1985-ben volt, amikor az 500 Kónen no Kaiva című one-shotját Tezuka-díjjal jutalmazták. Csatlakozott a Súkan Sónen Jump csapatához és Nivano Makoto mentorálása alatt tanult, majd 1989-ben hozzálátott első nagyobb sorozatához a Cyborg Dzsii-csan G-hez. Néhány nehéz év után Obata együtt kezdett dolgozni más írókkal a történetein. Végül 1998-ban Hotta Jumival elkezdte írni a Hikaru no gót, mely meghozta számára a hírnevet.
A Hikaru no go 2000-ben elnyerte a Shogakukan manga-díjat, és 2003-ban a Tezuka Oszamu Kulturális-díjat. 2003-ban látott neki a szintén nagy sikerű Death Note rajzolásához, melynek történetét Óba Cugumi írta. Obata nem a megszokott sónen mangaka, rajzolási stílusában egészen egyedi, szereplőit stílusosan öltözteti fel mindig a legújabb divatot követve, ez a Death Note-ban is jól megfigyelhető volt.
2006 decembere és 2007 júliusa között a Blue Dragon: Ral Grad mangán dolgozott rajzolóként, amely a Blue Dragon fantasy-videójáték adaptációja volt.
2007 őszén egy rövid mangát rajzolt Hello Baby címmel, a történetét Morita Maszanori író szerezte. A manga a Jump Square-ben jelent meg. Ezt követően egy one-shot mangát készített Iszin Niszióval, majd Óba Cugumival dolgozott közösen a Bakuman című mangáján, amely 2008 augusztusa és 2012 áprilisa között futott.
Mangamunkái mellett szereplőket tervezett a Castlevania Judgment videójátékhoz, illetve több light novelt is illusztrált.

## Munkái
- 500 Kónen no Kaiva (1985), (író, rajzoló)
- Cyborg Dzsii-csan G (CYBORGじいちゃんG（サイボーグじいちゃんジー）?) (1989), (író, rajzoló)
- Deteki teoku Rei! Kami Taro-kun
- Arabian Madzsin Bokentan Lamp Lamp (1992), Szendo Szuszumuval
- Mugen Dosi – Dream Master
- Rikito Denszecu – Oni vo Cugu mono (1992–1993), Mijazaki Maszaruval
- Karakurizósi Ajacuri Szakon (1995), Szaraku Maróval (rajzoló)
- Hikaru no go (1998–2003), Hotta Jumival (rajzoló)
- Hadzsime (2003), Otsuichivel
- Death Note (2003–2006), Óba Cugumival (rajzoló)
- Blue Dragon Ral Grad (2006), Takano Cuneóval (rajzoló)
- Hello Baby (2008), Morita Maszanorival (rajzoló)
- Urooboe Ouroboros (うろおぼえウロボロス?) (2008), Iszin Niszióval
- Castlevania Judgment (2009), (szereplőtervezés)
- Bakuman (2008–2012), Óba Cugumival (rajzoló)

## Díjai és elismerései
- 1985 – Tezuka-díj a 500 Kónen no Kaiva című történetéért[2]
- 2000 – Shogakukan manga-díj a Hikaru no go című mangáért (rajzolóként)[3]
- 2003 – Tezuka Oszamu Kulturális-díj a Hikaru no go című mangáért (rajzolóként)
- 2008 – Az Eisner-díj jelöltje a „legjobb rajzoló” kategóriában a Death Note és Hikaru no go mangáiért.

## Fordítás
Ez a szócikk részben vagy egészben  a   Takeshi Obata című angol Wikipédia-szócikk ezen változatának fordításán alapul.  Az eredeti cikk szerkesztőit annak laptörténete sorolja fel. Ez a jelzés csupán a megfogalmazás eredetét és a szerzői jogokat jelzi, nem szolgál a cikkben szereplő információk forrásmegjelöléseként.